# Jens Hind
Jens Hind (eller Johan Hind) (død 24. marts 1330) var biskop i Roskilde Domkirke.
Han var degn i Roskilde, da han ved biskop Olufs død 1320 valgtes til dennes efterfølger. Da ærkebispen på den tid var udenlands, rejste han til Avignon for at søge godkendelse hos paven. Han overværede siden danehoffet i Nyborg 1326, hvor Grev Gerhard fik Sønderjylland overdraget som len. I 1328 forlenede han sin bror Ingvar Hjort med Københavns Slot, men denne svigtede sit løfte til Jens Hind, og slottet kom derved ud af bispernes herredømme i lang tid; ellers vides der ikke meget om ham, og allerede 24. marts 1330 døde han under en visitatsrejse til Rygen.